# Francis Valentine Allen
Francis Valentine Allen (* 25. Juni 1909 in Toronto; † 7. Oktober 1977) war ein kanadischer Geistlicher und Weihbischof in Toronto.

## Leben
Francis Valentine Allen empfing am 25. Juni 1933 die Priesterweihe für das Erzbistum Toronto.
Am 2. Juli 1954 ernannte ihn Papst Pius XII. zum Titularbischof von Avensa und zum Weihbischof in Toronto. Der Erzbischof von Toronto, James Charles McGuigan, spendete ihm am 7. Oktober desselben Jahres die Bischofsweihe. Mitkonsekratoren waren der Erzbischof von Kingston, Joseph Anthony O’Sullivan, und der Bischof von Peterborough, Benjamin Ibberson Webster.  
Er nahm an allen vier Sitzungsperioden des Zweiten Vatikanischen Konzils als Konzilsvater teil.